# Anodorhynchus
Genre
Le genre Anodorhynchus se distingue de la plupart des autres aras par un plumage bleu plus ou moins uniforme et non pas multicolore ou à dominante verte.

## Liste des espèces
D'après la classification de référence (version 3.1, 2012) du Congrès ornithologique international (ordre phylogénique) :
- Anodorhynchus hyacinthinus – Ara hyacinthe
- Anodorhynchus leari – Ara de Lear
- †Anodorhynchus glaucus – Ara glauque

Parmi celles-ci, une espèce est éteinte :
- †Anodorhynchus glaucus — Ara glauque

## Références externes

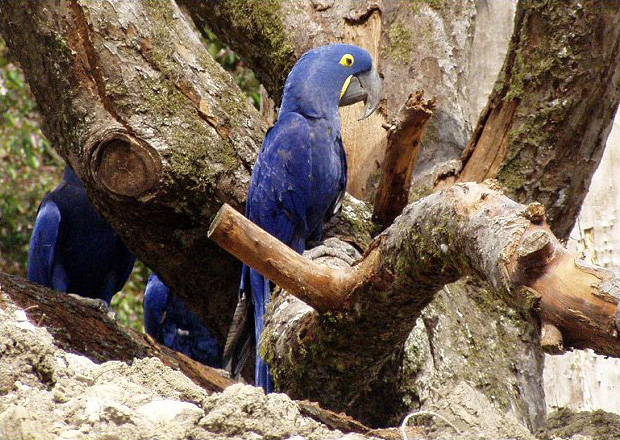
Dans un zoo.